# Hole Narsipur
Hole Narsipur är en ort i Indien.   Den ligger i distriktet Hassan och delstaten Karnataka, i den södra delen av landet, 1 800 km söder om huvudstaden New Delhi. Hole Narsipur ligger 845 meter över havet och antalet invånare är 28 285.
Terrängen runt Hole Narsipur är platt. Runt Hole Narsipur är det tätbefolkat, med 331 invånare per kvadratkilometer. Hole Narsipur är det största samhället i trakten. Trakten runt Hole Narsipur består till största delen av jordbruksmark.